# McLaren MP4/5
A McLaren MP4/5 egy Formula–1-es versenyautó, amit a McLaren tervezett az 1989-es idényre, illetve MP4/5B alváltozatát 1990-re. Az autó a mindent vivő 1988-as MP4/4-es továbbfejlesztése volt. Eleinte a Weismann longitudinális, majd később transzverzális váltójával szerelték, mellyel mindkét évben megnyerték az egyéni és a konstruktőri világbajnokságot is. Az MP4/5-öst már nem turbómotorral, hanem V10-es szívómotorral szerelték.

## Az 1989-es idény és az MP4/5-ös
Miután 1988 végén betiltották a Formula–1-ben a turbómotorokat, a Honda is előállt saját szívómotorjával, a 3,5 literes V10-es motorral. Az első tesztek során is bebizonyosodott, hogy az autó továbbra is gyors és megbízható. Fő kihívója, a Ferrari, volánjánál Nigel Mansell-lel azonban komoly fenyegetést jelentett rájuk nézve. A McLaren előnye a technikában rejlett: a Ferrari rengeteget küszködött technikai problémákkal, különösen az új félautomata sebességváltóval, míg ez náluk nem volt meg. 1989-ben 15 pole pozíciót sikerült szerezniük, ebből Ayrton Senna 13-at szerzett, beállítva az előző évben szerzett rekordját. A mexikói Nnagydíjon Senna meg is előzte Jim Clarkot az örökranglistán, addigi 34 pole pozíciójával.
A csapat ebben az évben tízszer győzött: hatszor Senna és négyszer Prost. A küzdelmeket beárnyékolta a két versenyző között kiélesedő rivalizálás. Ez a folyamatos fejlesztési kényszerben mutatkozott meg, ahogy próbálták egymást folyamatosan legyőzni. Hiába volt Sennának több futamgyőzelme, ő többször keveredett balesetekbe és több meghibásodás jellemezte az autóját, emiatt 16 ponttal elvesztette a bajnokságot Prost ellen. Kettejük összpontszáma viszont elég volt arra, hogy a konstruktőri bajnoki címet megszerezzék. Az egyéni bajnoki cím az utolsó előtti versenyen dőlt el Japánban, ahol Senna dominált, Prosttal a nyomában, és a kiélezett küzdelemben a 46. körben összeütköztek. Prost kiesett, Senna viszont még vissza tudott jönni és megnyerte a versenyt, azonban utóbb diszkvalifikálták, mert újraindítása szabálytalan volt. Ennek köszönhetően Prost lett a világbajnok.

## Az 1990-es idény és az MP4/5B-s

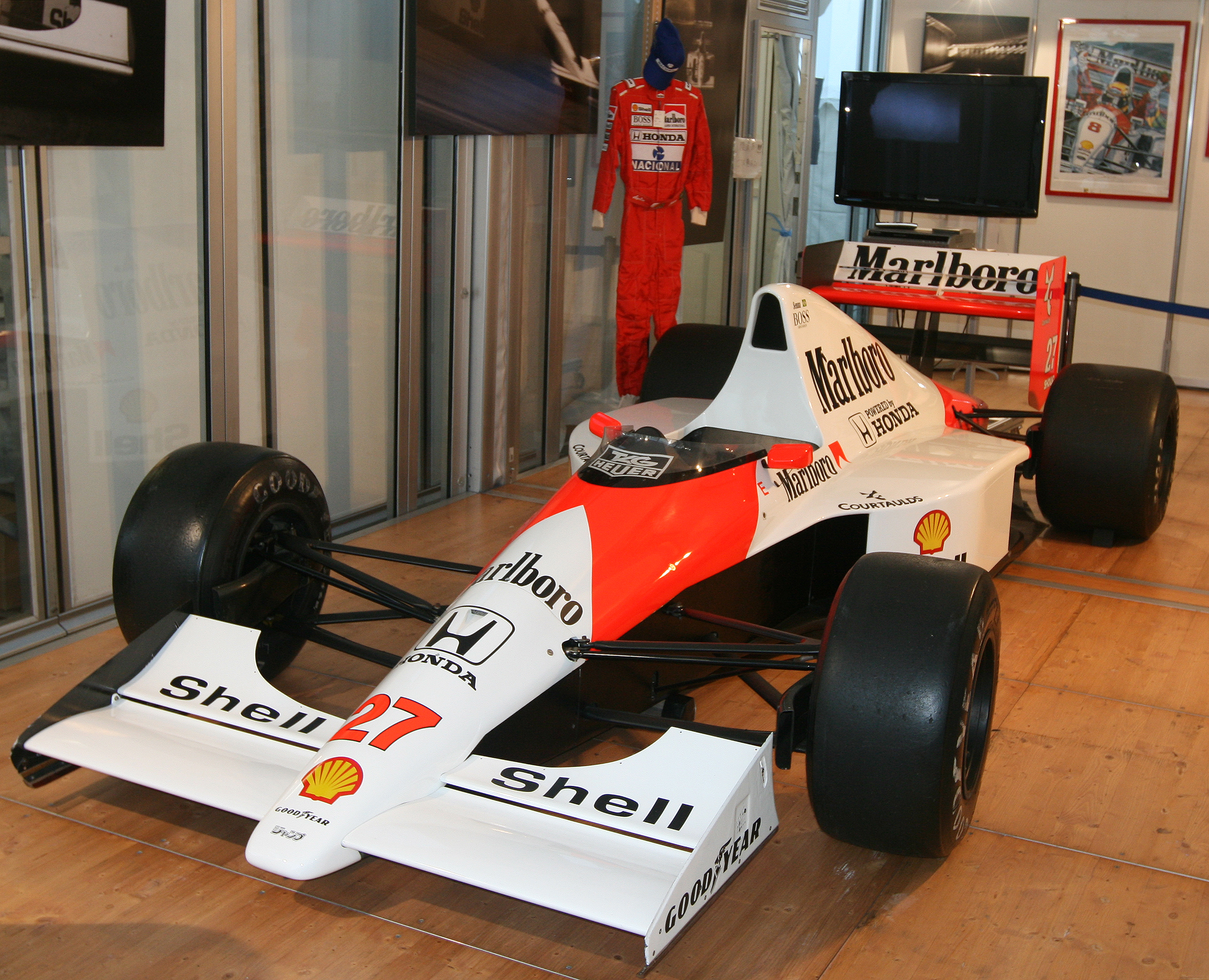
McLaren MP4/5B

Prost nem érezte magát jól a McLarennél, mert úgy látta, a csapat Sennát favorizálja vele szemben. Ezért aztán 1990-ben átigazolt a Ferrarihoz, és vitte magával a tervező Steve Nicholst is. Az akkori szabályok értelmében a két csapat rajtszámot cserélt, Prost és Mansell a Ferrarinál 1-essel és 2-essel versenyzett, míg a McLarennél Senna a 27-es, az újonnan leigazolt Gerhard Berger pedig a 28-as rajtszámot kapta.
Az előző évi autót kismértékben továbbfejlesztették: áttervezték a szárnyakat és az autó hátsó részét. A motort is módosították, javarészt Senna javaslataira, hogy megbízhatóbb legyen. Az autó nagy harcban volt a Ferrarival, Senna hat győzelmet aratott csupán abban az évben, viszont ez is elég volt a konstruktőri címhez. Az egyéni cím ebben az évben is Japánban dőlt el: Senna és Prost a startnál összeütköztek, és mivel Prost nem tudta folytatni a versenyt, így Senna lett a világbajnok.
Az év végén fontos változás volt, hogy az addigi főtervező, Gordon Murray visszavonult, és a McLaren utcai autóit tervezte tovább.
1990 végén egy tesztautó, a McLaren MP4/5C is elkészült, mely az 1991-ben bemutatott V12-es Honda-motor kipróbálására szolgált. Ezt az autót a tesztpilóta Allan McNish vezette.
Az autót a 2024-es Sao Pauló-i nagydíjon Lewis Hamilton vezette pár kör erejéig a brazil közönség előtt. A festése maradt piros-fehér, de eltávolították róla gyakorlatilag az összes szponzori feliratot, beleértve a Marlboro cigaretta reklámjait, amelyek helyére egy vonalkódszerű mintázat került.

## Eredmények
(félkövérrel jelölve a pole pozíció; dőlt betűvel a leggyorsabb kör)
| Év   | Csapat                 | Kasztni | Motor        | Gumik | Pilóták        | 1   | 2   | 3   | 4   | 5   | 6   | 7   | 8   | 9   | 10  | 11  | 12  | 13  | 14  | 15  | 16  | Pontok | Helyezés |
| ---- | ---------------------- | ------- | ------------ | ----- | -------------- | --- | --- | --- | --- | --- | --- | --- | --- | --- | --- | --- | --- | --- | --- | --- | --- | ------ | -------- |
| 1989 | Honda Marlboro McLaren | MP4/5   | Honda RA109E | G     |                | BRA | SMR | MON | MEX | USA | CAN | FRA | GBR | GER | HUN | BEL | ITA | EUR | ESP | JPN | AUS | 141    | 1.       |
| 1989 | Honda Marlboro McLaren | MP4/5   | Honda RA109E | G     | Ayrton Senna   | 11  | 1   | 1   | 1   | KI  | 7   | KI  | KI  | 1   | 2   | 1   | KI  | KI  | 1   | KIZ | KI  | 141    | 1.       |
| 1989 | Honda Marlboro McLaren | MP4/5   | Honda RA109E | G     | Alain Prost    | 2   | 2   | 2   | 5   | 1   | KI  | 1   | 1   | 2   | 4   | 2   | 1   | 2   | 3   | KI  | KI  | 141    | 1.       |
| 1990 | Honda Marlboro McLaren | MP4/5B  | Honda RA100E | G     |                | USA | BRA | SMR | MON | CAN | MEX | FRA | GBR | GER | HUN | BEL | ITA | POR | ESP | JPN | AUS | 121    | 1.       |
| 1990 | Honda Marlboro McLaren | MP4/5B  | Honda RA100E | G     | Ayrton Senna   | 1   | 3   | KI  | 1   | 1   | 20  | 3   | 3   | 1   | 2   | 1   | 1   | 2   | KI  | KI  | KI  | 121    | 1.       |
| 1990 | Honda Marlboro McLaren | MP4/5B  | Honda RA100E | G     | Gerhard Berger | KI  | 2   | 2   | 3   | 4   | 3   | 5   | 14  | 3   | 16  | 3   | 3   | 4   | KI  | KI  | 4   | 121    | 1.       |